# Rógkia
Rógkia är en ort i Grekland.   Den ligger i prefekturen Trikala och regionen Thessalien, i den centrala delen av landet, 250 km nordväst om huvudstaden Aten. Rógkia ligger 117 meter över havet och antalet invånare är 263.
Terrängen runt Rógkia är platt. Runt Rógkia är det tätbefolkat, med 735 invånare per kvadratkilometer. Närmaste större samhälle är Trikala, 4,9 km öster om Rógkia. Trakten runt Rógkia består till största delen av jordbruksmark.